# Vitus Eicher
Vitus Eicher (* 5. listopadu 1990) je německý profesionální fotbalista, který v současnosti hraje na pozici brankáře za klub 1. FC Heidenheim.

## Kariéra
Dne 23. dubna 2013 vstřelil svůj první gól v kariéře v zápase bavorské regionální ligy proti TSV Buchbach. Po zblokovaném přímém kopu si Eicher v 58. minutě zpracoval míč a poslal ho 70 metrů po hřišti. Po jednom odrazu míč přeletěl hlavu soupeřova brankáře a padl gól.
Po druhém zápase sezóny 2014/15 byl Eicher přeřazen do druhého týmu spolu se svými spoluhráči Gáborem Királym, Danielem Adlungem, Yannickem Starkem a kapitánem Julianem Weiglem. Zatímco Király byl přeřazen, protože napadl Garyho Kagelmachera během zápasu, ostatní čtyři hráči byli pozdě v noci venku a popíjeli a byli slyšet, jak mluví negativně o klubu.
Eicher byl v únoru 2015 jmenován brankářskou jedničkou 1860 Mnichov poté, co se Torsten Fröhling stal hlavním trenérem týmu.

## Statistiky

### Klubové
Platí k zápasu hranému 22. září 2020.
| Klub              | Sezóna            | Liga                | Liga   | Liga | Národní pohár | Národní pohár | Ostatní | Ostatní | Celkově | Celkově |
| Klub              | Sezóna            | Soutěž              | Zápasy | Góly | Zápasy        | Góly          | Zápasy  | Góly    | Zápasy  | Góly    |
| ----------------- | ----------------- | ------------------- | ------ | ---- | ------------- | ------------- | ------- | ------- | ------- | ------- |
| 1860 Mnichov II   | 2009/10           | Regionalliga Süd    | 12     | 0    | —             | —             | —       | —       | 12      | 0       |
| 1860 Mnichov II   | 2010/11           | Regionalliga Süd    | 20     | 0    | —             | —             | —       | —       | 20      | 0       |
| 1860 Mnichov II   | 2011/12           | Regionalliga Süd    | 32     | 0    | —             | —             | —       | —       | 32      | 0       |
| 1860 Mnichov II   | 2012/13           | Regionalliga Bayern | 30     | 1    | —             | —             | 2       | 0       | 32      | 1       |
| 1860 Mnichov II   | 2013/14           | Regionalliga Bayern | 10     | 0    | —             | —             | —       | —       | 10      | 0       |
| 1860 Mnichov II   | 2014/15           | Regionalliga Bayern | 8      | 0    | —             | —             | —       | —       | 8       | 0       |
| 1860 Mnichov II   | 2015/16           | Regionalliga Bayern | 0      | 0    | —             | —             | —       | —       | 0       | 0       |
| 1860 Mnichov II   | 2016/17           | Regionalliga Bayern | 4      | 0    | —             | —             | —       | —       | 4       | 0       |
| 1860 Mnichov II   | Celkově           | Celkově             | 116    | 1    | 0             | 0             | 2       | 0       | 118     | 1       |
| 1860 Mnichov      | 2011/12           | 2. Bundesliga       | 1      | 0    | —             | —             | —       | —       | 1       | 0       |
| 1860 Mnichov      | 2012/13           | 2. Bundesliga       | 0      | 0    | —             | —             | —       | —       | 0       | 0       |
| 1860 Mnichov      | 2013/14           | 2. Bundesliga       | 0      | 0    | —             | —             | —       | —       | 0       | 0       |
| 1860 Mnichov      | 2014/15           | 2. Bundesliga       | 13     | 0    | —             | —             | 2       | 0       | 15      | 0       |
| 1860 Mnichov      | 2015/16           | 2. Bundesliga       | 19     | 0    | —             | —             | —       | —       | 19      | 0       |
| 1860 Mnichov      | 2016/17           | 2. Bundesliga       | 0      | 0    | —             | —             | —       | —       | 0       | 0       |
| 1860 Mnichov      | Celkově           | Celkově             | 33     | 0    | 0             | 0             | 2       | 0       | 35      | 0       |
| 1. FC Heidenheim  | 2017/18           | 2. Bundesliga       | 3      | 0    | 0             | 0             | 0       | 0       | 3       | 0       |
| 1. FC Heidenheim  | 2018/19           | 2. Bundesliga       | 1      | 0    | 0             | 0             | 0       | 0       | 1       | 0       |
| 1. FC Heidenheim  | 2019/20           | 2. Bundesliga       | 1      | 0    | 1             | 0             | 0       | 0       | 2       | 0       |
| 1. FC Heidenheim  | 2020/21           | 2. Bundesliga       | 0      | 0    | 1             | 0             | 0       | 0       | 1       | 0       |
| 1. FC Heidenheim  | Celkově           | Celkově             | 5      | 0    | 2             | 0             | 0       | 0       | 7       | 0       |
| Celkově v kariéře | Celkově v kariéře | Celkově v kariéře   | 154    | 1    | 2             | 0             | 4       | 0       | 160     | 1       |